# Marc Alric
Marc Alric (n. 11 mai 1958, Paris) este episcopul vicar al Mitropoliei Ortodoxe Române a Europei Occidentale și Meridionale, cu titulatura Nemțeanul.
Prea Sfințitul Marc s-a născut la Paris, la data de 11 mai 1958. A absolvit Institutul de Urbanism al Universității Paris VIII și Facultatea de Arhitectură în anul 1981.
Marc Alric s-a convertit la ortodoxie în anul 1987. În anul 1990, pe când vizita România, a intrat frate la Mănăstirea Sihăstria, fiind tuns întru monahism și hirotonit diacon în anul 1992, iar în 1994 a fost hirotonit preot. De asemenea, a studiat teologia la Facultatea de Teologie din Iași, absolvind cursurile acestei facultăți în anul 1995.
În anul 1996 s-a întors în Franța. A fost preot la parohiile din Louveciennes și Bordeaux și monah la Mănăstirea Sfântul Siluan din Franța. În anul 2005, la propunerea mitropolitului Iosif Pop, mitropolitul pentru Europa Occidentală și Meridională, Sfântul Sinod al Bisericii Ortodoxe Române l-a ales episcop vicar al Mitropoliei.
Hirotonia ca episcop a fost săvârșită la data de 7 mai 2005, în Biserica Sfinții Arhangheli din Paris. Prea Sfințitul Marc are reședința la Bordeaux. Este membru al Sfântului Sinod al Bisericii Ortodoxe Române și al Adunării Episcopilor Ortodocși din Franța.

## Traduceri
Arhim. Ioanichie Bălan, traducere P.S.Marc Alric, Viața Părintelui Cleopa, Iași, 1999.